# Podobno biološko zdravilo
Podóbno biolóško zdravílo, tudi biolóško primerljívo zdravílo (angl. biosimilar), je biološko zdravilo, ki pridobi dovoljenje za promet po preteku patentne zaščite referenčnega originatorskega biološkega zdravila, ki mu ni identično, saj je zaradi zapletenosti bioloških učinkovin in predvsem njihovega proizvodnega procesa v praksi nemogoče pripraviti povsem enake biološke učinkovine. Podobno biološko zdravilo je z referenčnim zdravilom primerljivo glede na izkazano učinkovitost, varnost in kakovost, kar se dokazuje s kliničnimi preskušanji in ne le z raziskavami bioekvivalence. Odmerjanje in pot dajanja morata biti enaka kot pri referenčnem biološkem zdravilu. Vsako odstopanje glede oblikovanja zdravila ali njegovih pomožnih snovi mora biti ustrezno utemeljeno in podprto z dodatnimi raziskavami.

## Ozadje
V osemdesetih letih dvajsetega stoletja so farmacevtska podjetja pričela z registracijo in proizvodnjo prvih bioloških zdravil, najprej inzulina in rastnega hormona (rastni dejavnik), pridobljenih s pomočjo tehnologije rekombinantne DNK. Razvoj bioloških zdravil je napredoval in tako so poleg prve generacije bioloških zdravil, ki vključujejo bazične beljakovinske molekule, kot so hormoni, encimi, rastni dejavniki, citokini in koagulacijski dejavniki, na trg prišla še biološka zdravila druge generacije, kjer prihaja do sprememb v strukturi beljakovine. Prvim biološkim zdravilom je od leta 2002 dalje potekla patentna zaščita.
Pri klasičnih zdravilih govorimo po preteku patentne zaščite o generičnih oziroma večizvornih zdravilih, pri bioloških zdravilih pa o podobnih bioloških zdravilih. Za razliko od klasičnih zdravil, ki vsebujejo manjše sintezne molekule, so v bioloških zdravilih  velike molekule z bolj zapleteno trirazsežno zgradbo, ki določa, ali bo zdravilo delovalo ali ne. Biološko podobno zdravilo je razvito tako, da je podobno obstoječemu biološkemu zdravilu (referenčnemu zdravilu), saj je zaradi kompleksne sestave in načina proizvodnje skoraj nemogoče izdelati biološko učinkovino z identično zgradbo, kot jo ima referenčno zdravilo.
Zaradi pomembnih objektivnih razlik med biološkimi zdravili in malimi sinteznimi molekulami so morali tudi regulatorni organi opredeliti nove smernice za izdajo dovoljenj za promet. Evropska agencija za zdravila (EMA) je bila na tem področju v svetovnem merilu prva in je leta 2005 sprejela smernico, v kateri je ugotovila, da načela za ugotavljanje podobnosti z referenčnim zdravilom, ki se uporabljajo pri generikih, na področju podobnih bioloških zdravil niso primerna. Oktobra 2014 je bila nato v EU sprejeta posodobljena smernica. Izdaja dovoljenja za promet pri Evropski agenciji pa še ne pomeni medsebojne zamenljivosti podobnega in referenčnega biološkega zdravila (kot to velja pri originatorskem in generičnem zdravilu). O medsebojni zamenljivosti odločajo nacionalni organi držav članic.

## Zgodovina
V Evropski uniji je bilo prvo  podobno biološko zdravilo odobreno leta 2006, in sicer je bil to rekombinantni rastni hormon somatropin (Omnitrope®).